# Вертикальный предел
«Вертикальный предел» (англ. Vertical Limit) — американский альпинистский триллер, поставленный новозеландским режиссёром Мартином Кэмпбеллом. Съёмки проводились в Новой Зеландии, в штате Юта (Долина монументов), США, и пакистанском Каракоруме (Гилгит-Балтистан).

## Сюжет
Семья скалолазов: отец, взрослые сын и дочь поднимаются по отвесной скале в Долине монументов. Внезапно двойка неопытных скалолазов, идущих впереди, срываются и при падении выбивают крепления троса, отец и дети повисают на одной точке страховки. Оказавшись внизу связки, отец приказывает сыну Питеру обрезать его трос («Либо один труп, либо трое»).
После случившегося Питер отрекается от альпинизма и поднимается в горы исключительно ради фоторепортажей.
Его сестра Энни (Робин Танни), напротив, становится известным альпинистом. По воле обстоятельств Питер сталкивается с ней в базовом лагере альпинистов у подножия K2 в Пакистанской провинции Гилгит-Балтистан, второй по высоте вершины Земли, известной суровыми условиями подъёма. Экспедицию по восхождению, в которую входит Энни, финансирует богатый промышленник Эллиот Вон (Билл Пэкстон), цель которого покорить гору в угоду собственной прихоти. Он собирает группу лучших альпинистов на целый сезон и «выкупает» проводника Тома Макларена (Николас Лиа). Вон приглашает и Питера, но тот отказывается.
Собираясь покинуть лагерь, Питер замечает признаки изменения погоды, воспользовавшись рацией, он предупреждает Тома, но Вон не даёт ему развернуть группу. В результате альпинистов «сдувает» с горы. Энни, Вон и Том проваливаются под лёд и оказываются в ловушке в небольшой пещере на высоте свыше 8000 метров. Питеру удаётся наладить связь с сестрой с помощью Азбуки Морзе.
Испытав облегчение от того, что Энни жива, Питер начинает собирать спасательный отряд. Получив приблизительные координаты местонахождения выживших альпинистов, координаторам в лагере становится ясно, что для прорыва сквозь лёд и снег от сошедшей во время непогоды лавины новой группе понадобится взрывчатка. Единственное доступное взрывчатое вещество, которое альпинисты могут взять с собой, — нитроглицерин в ненадёжных канистрах. Понимая перспективы, немногие альпинисты готовы отправиться в путь, но Питеру удается собрать спасательную миссию из лучших: братьев Сирила и Малькольма Бенч (Стив Ле Маркванд и Бен Мендельсон), Моник Обертин (Изабелла Скорупко), Карим Назир (Александр Сиддиг) и Скип Тейлор (Роберт Тейлор).
Однако планы Скипа и Питера нарушает опытнейший альпинист Монтгомери Вик (Скотт Гленн), являющийся по праву лучшим альпинистом в мире и передовым экспертом по K2. Вик заставляет Скипа остаться в лагере, чтобы контролировать координаторов, направляющих миссию, и разделяет группу на пары: Карим и Малькольм (чем недоволен последний), Моник и Сирил, и Питер, составляющий пару ему. Один человек из каждой группы берёт с собой ёмкость с нитроглицерином.
Вик недоволен медлительностью Питера. Малькольм и Карим ведут неуклюжие беседы. Сирил постоянно «флиртует» с Моник и дурачится, в результате чего выпускает из виду рюкзак со взрывчаткой, соскользнувший вниз по снегу. В попытках его поймать Сирил чуть не срывается в пропасть, Моник удаётся его поймать, но во время попытки подняться по спущенной Моник верёвке с плеча Сирила всё же спадает рюкзак с нитроглицерином. От шума, вызванного взрывом, с вершины сходит лавина и накрывает Сирила. Моник всё же удается выжить, возвратиться на пик и присоединиться к группе Питера и Вика. А Малькольму, фактически ставшему свидетелем смерти брата, очень трудно продолжать подъём. Карим, понимая горе своего напарника, ведь в группе с Воном шёл его двоюродный брат Али, предлагает ему вернуться в лагерь, но Малькольм отказывается.

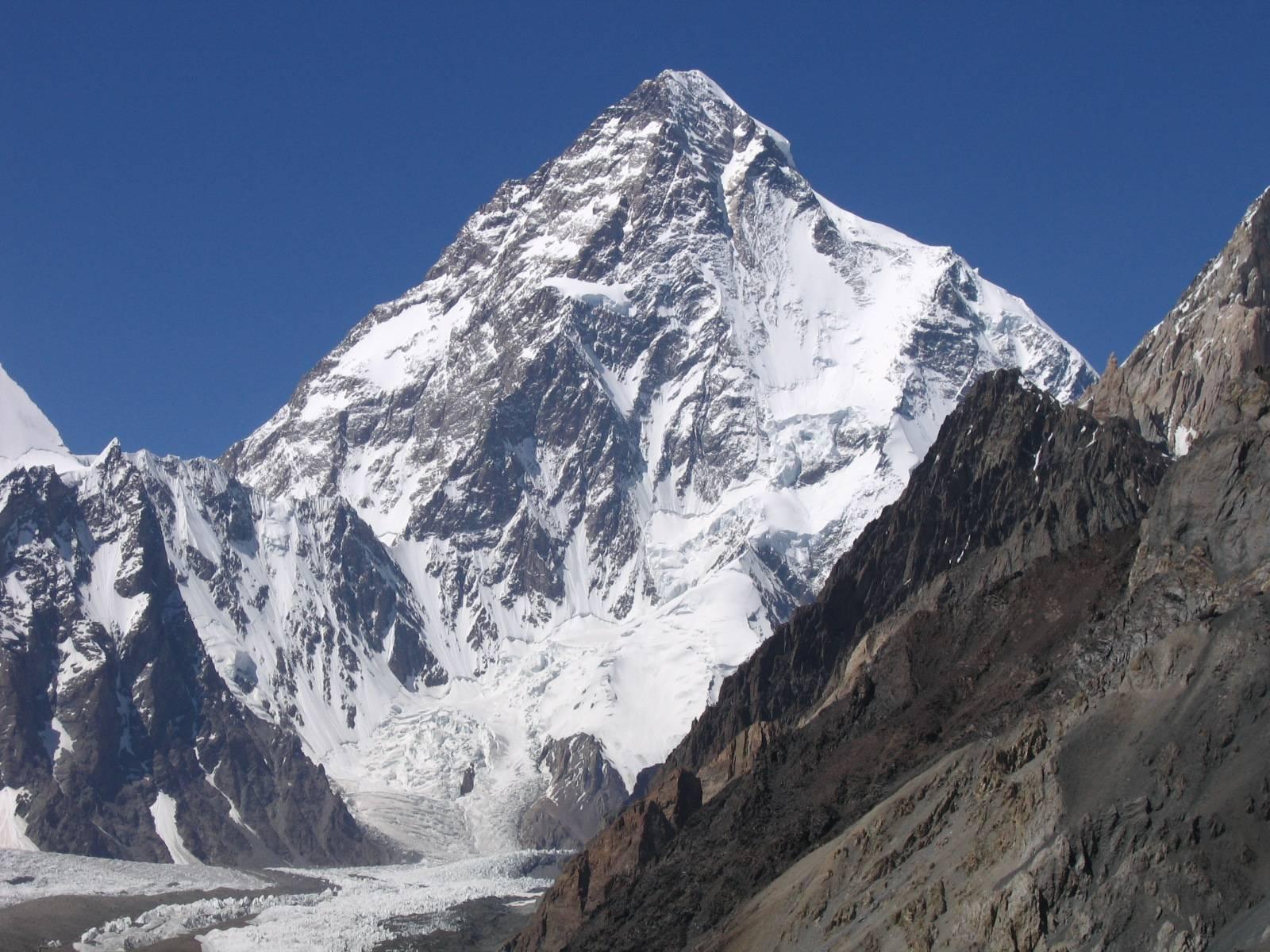
K2, вторая высочайшая вершина мира, находящаяся в пакистанском Каракоруме (Гилгит-Балтистан)

Тем временем к Скипу поступает информация, что нитроглицерин нестабилен на солнце. Он успевает предупредить Питера. Питеру удается предупредить Малькольма и Карима, но при укрывании рюкзака от солнечных лучей нитрогрицерин вытекает из контейнера и взрывается.
Тем временем в пещере у Энни начинает отёк лёгких (в лёгких образуется жидкость, вызывая кровавый кашель), то же самое происходит с Томом, у которого к тому же вследствие падения в пещеру начинается внутреннее кровотечение. Вон, единственный целый, забирает себе аптечку с необходимым лекарством. Энни умоляет его использовать дексаметазон, чтобы помочь Тому, но тот не желает тратить лекарство впустую на «безнадёжное дело». Кроме того, Вон не хочет умирать и полагает, что у него и Энни больше шансов выжить.
На следующий день Моник сталкивается с телом женщины, замороженным во льду, часть которого обвалилась из-за взрыва. Вик опознаёт в нём свою жену, бывшую проводником у Вона в его первую попытку покорения К2 несколько лет назад. Он снимает с неё обручальное кольцо и начинает искать коробку из-под дексаметазона, но её находит Питер, в душе которого сразу возникают подозрения. Вик говорит Питеру, что Эллиот Вон ответственен за смерть его жены. История Вона после его первого неудачного подъёма на K2, рассказанная журналистам, — ложь, Вик понял это по упомянутым Воном деталям. Вик не хочет спасать Вона, а спасение остальных альпинистов считает бессмысленным, потому что они, скорее всего, уже мертвы.
В это время в пещере Вон убивает Тома, чтобы оставить дексаметазон себе. Энни связывается с Питером по рации и говорит ему, что он, скорее всего, не успеет спасти ни её, ни Тома, что она больше не винит его в смерти их отца и что ему нужно вернуться домой. Питер решает продолжить подъём ночью без Вика. Дойдя до места, Моник и Питер взрывают ледяной завал нитроглицерином. Питер пытается вытащить не только Энни, но и Вона, но при подъёме от нагрузки начинает выпадать ледовый молоток, использованный как точка страховки. Вик, пустившийся вдогонку, успевает закрепить страховочную станцию и спускается вместе с Энни обратно в пещеру. Вон думает, что Вик собирается напасть на него, но поддавшись уговорам Питера, Вик только надевает на Вона страховку. При подъёме происходит обвал края ледовой трещины, ледовые молотки, использованные как точки страховки, смещаются, Энни, Питер, Вик и Вон теряют опору, повиснув на одной веревке (ситуация аналогичная начальной сцене фильма). Вик обрезает верёвку, удерживающую его и Вона.
Финальная сцена в базовом лагере показывает разговор Энни с Питером, в котором она благодарит брата за спасение. Последний эпизод: мемориал с фотографиями погибших в горах альпинистов, среди которых теперь и Карим Назир, Али Хасан, Майама и Монтгомери Вик, Сирил и Малькольм Бенч, Том Макларен.

## В ролях
- Крис О’Доннелл — Питер Гарретт
- Робин Танни — Энни Гарретт
- Темуэра Моррисон — майор Расул
- Рошан Сет — Амир Салим
- Николас Лиа — Том Макларен
- Скотт Гленн — Монтгомери Вик
- Изабелла Скорупко — Моник Обертин
- Роберт Тейлор — Скип Тейлор
- Бен Мендельсон — Малькольм Бенч
- Стив Ле Маркванд — Сирил Бенч
- Билл Пэкстон — Эллиот Вон
- Александр Сиддиг — Карим
- Роберт Маммоне — Брайан Маки
- Стюарт Уилсон — Ройс Гарретт

## Премии и номинации
- 2001 — номинация на премию BAFTA:
  - Лучшие спецэффекты
- 2001 — премия Sattelite awards
  - Лучшие спецэффекты

## Факты
- В эпизодической роли в фильме снялся известный американский альпинист Эд Вистурс, в 1989—2005 годах покоривший все восьмитысячники мира.[3]